# Coleophora linosyridella
Coleophora linosyridella é uma espécie de mariposa do gênero Coleophora pertencente à família Coleophoridae.